# Lucius Cornelius Pusio Annius Messalla
Lucius Cornelius Pusio Annius Messalla war ein römischer Politiker und Senator zur Zeit des Kaisers Domitian.
Er war Sohn des Suffektkonsuls Lucius Cornelius Pusio. Auch er erreichte im Jahr 90 das Amt des Suffektkonsuls. Weiterhin ist er als Mitglied eines Kollegiums zur Ausrichtung von Spielen einschließlich einer öffentlichen Speisung (septemvir epulonum) belegt. Etwa 103/04 war er Prokonsul der Provinz Africa.